# Crataegus glareosa
Crataegus glareosa är en rosväxtart som beskrevs av William Willard Ashe. Crataegus glareosa ingår i Hagtornssläktet som ingår i familjen rosväxter. Inga underarter finns listade i Catalogue of Life.